# Fredrika Lindqvist
Fredrika Lindqvist, född 22 februari 1786, död 14 april 1841, var en finländsk författare.